# Fabiano Fontanelli
Fabiano Fontanelli (Faenza, 24 aprile 1965) è un dirigente sportivo ed ex ciclista su strada italiano.
Professionista dal 1989 al 2003, conta quattro vittorie di tappe al Giro d'Italia.

## Carriera
Quando passa dilettante nel 1984 con il G.S. Stella Artois di Bologna, ha al suo attivo 28 successi tra cui una tappa del Giro della Bassa Lunigiana. Dal 1985 al 1988 difende i colori del G.S. Giacobazzi inserendosi ogni anno al vertice delle classifiche nazionali di rendimento.
Sono più di trenta le vittorie e tra queste il G.P. Città di Alassio, la Milano-Reggio, la prova di selezione per il Giro d'Italia, l'internazionale di Porto San Giorgio. Nella sua ultima stagione dilettantistica (1988) gareggia con la Giacobazzi Stilgres conquistando 14 vittorie (tra cui la Milano-Mantova).
Nel 1989 passa al professionismo con la Selca-Conti e vince la seconda tappa del Giro di Calabria. Nel 1990 indossa passa alla squadra Italbonifica-Navigare. Non vince alcuna competizione, ma partecipa al Giro di Sicilia, Giro dell'Etna, Trofeo Pantalica, Giro della Provincia di Reggio Calabria, Crono Staffetta d'Abruzzo, Giro di Calabria prima di infortunarsi a causa di una caduta. Sul finire della stagione ritorna alle gare ed arriva secondo al Giro di Romagna.
Nel 1991 si piazza due volte secondo in tappe della Settimana Ciclistica Bergamasca, conquista la maglia rossa "San Siro" come leader dei traguardi volanti e partecipa al Giro d'Italia in cui vince due classifiche parziali: quella dei traguardi volanti "Tellure Rota" (leader dalla seconda tappa) e quella dei traguardi "Concessionarie Fiat". Partecipa poi al Giro di Puglia vincendo la prima tappa e restandone leader fino alla conclusione. Nel 1993 vince in volata il Giro della Provincia di Reggio Calabria. Alla Settimana Ciclistica Bergamasca vince la quarta e la sesta tappa e si piazza secondo nella decima. Partecipa, poi, alla Vuelta di Spagna. Al Giro d'Italia conquista la tappa romagnola da Senigallia a Dozza. Partecipa anche al Giro di Puglia e al campionato italiano; vince la 4ª tappa del 50º Giro di Polonia; conquista la cronometro a squadre organizzata dall'A.S. Solarolese.
Nel 1994 passa alla squadra ZG Mobili-Selle Italia. Vince la terza tappa del Classico de Bogotà, due tappe al Classico RCN, due tappe alla Settimana Ciclistica Bergamasca, una tappa al Giro delle Valli Minerarie. Nel 1995 vince la terza tappa del Classico de Bogotà, due tappe al Giro di Calabria, una tappa del Giro del Lussemburgo e il Gran Premio Pino Cerami; conquista anche il Ciclocross di Savignano.
Nel 1996, in maglia MG Maglificio-Technogym, vince il Grand Prix d'Ouverture La Marseillaise, una tappa al Giro del Mediterraneo, il Trofeo Pantalica, il Giro dell'Etna, una tappa alla Tirreno-Adriatico ed una al Giro del Trentino. È quinto al Giro delle Fiandre e quinto alla Liegi-Bastogne-Liegi. Al Giro d'Italia è titolare della maglia verde per diverse tappe e si aggiudica la tappa Aulla-Loano; si ritira dopo aver saputo di essere stato trovato positivo in controlli effettuati all'Amstel Gold Race: verrà squalificato per sei mesi, pena poi ridotta. Nel 1997 ottiene due vittorie di tappa al Giro della Malesia, e fa sua anche la sedicesima tappa del Giro d'Italia con uno scatto iniziato a circa 63 chilometri dall'arrivo insieme a 3 compagni di squadra.
Nel 1998 entra a far parte della Mercatone Uno a fianco di Marco Pantani. In questa stagione solo una vittoria: la sedicesima tappa del Giro d'Italia da Udine ad Asiago battendo Paolo Bettini.Due vittorie nel 1999: una tappa alla Settimana Catalana e la Parigi-Camembert. Nel 2000 una tappa al Memorial Cecchi Gori. Nel 2001 la seconda tappa alla Vuelta delle Asturie. Nel 2002 tre vittorie: Gran Premio Città di Rio Saliceto e Correggio, la prima tappa e la classifica finale del Giro della Provincia di Lucca. L'ultima sua stagione è il 2003: partecipa ancora al Giro d'Italia, nell'ultima apparizione di Marco Pantani alla corsa rosa, e chiude la stagione con due terzi posti di tappa alla Vuelta di Aragona.
Nel corso di 15 anni di carriera ha ottenuto 37 vittorie su strada tra le quali si distinguono ben quattro tappe al Giro d'Italia.
Ha abbandonato l'attività agonistica il 28 febbraio 2004 passando al ruolo di direttore sportivo nella Ceramiche Panaria-Margres di Bruno e Roberto Reverberi. L'anno seguente, a soli 40 anni, gli è stata diagnostica la malattia di Parkinson. 
Ha partecipato come comparsa alla fiction Il Pirata - Marco Pantani, andata in onda nel 2006.

## Palmarès
- 1986 (dilettanti)

Coppa Caduti di Reda
- 1989 (Selca, una vittoria)

2ª tappa Giro di Calabria (Gioiosa Ionica > Crotone)
- 1991 (Italbonifica, due vittorie)

1ª tappa Giro di Puglia (San Severo > Monte Sambuco)
Classifica generale Giro di Puglia
- 1993 (Navigare, cinque vittorie)

Giro della Provincia di Reggio Calabria
4ª tappa Settimana Ciclistica Bergamasca (? > Casale Litta)
6ª tappa Settimana Ciclistica Bergamasca (? > Almè)
11ª tappa Giro d'Italia (Senigallia > Dozza)
5ª tappa Tour de Pologne (Rzeszów > Nowy Sącz)
- 1994 (ZG Mobili, cinque vittorie)

5ª tappa Settimana Ciclistica Bergamasca (? > Stezzano)
6ª tappa Settimana Ciclistica Bergamasca (? > Almè)
1ª tappa Vuelta a los Valles Mineros (? > La Felguera)
Prologo Clásico RCN (Neiva > Neiva)
1ª tappa Clásico RCN (Neiva > Girardot)
- 1995 (ZG Mobili, quattro vittorie)

2ª tappa Giro di Calabria (Rende > Gioia Tauro)
3ª tappa Giro di Calabria (Gioia Tauro > Lamezia Terme)
Gran Premio Pino Cerami
4ª tappa Tour de Luxembourg (Diekirch > Diekirch)
- 1996 (MG Boys, sette vittorie)

Grand Prix d'Ouverture La Marseillaise
3ª tappa Tour Méditerranéen (? > Antibes)
Trofeo Pantalica
Giro dell'Etna
3ª tappa Tirreno-Adriatico (Santa Marinella > Santa Fiora)
2ª tappa Giro del Trentino (Riva del Garda > Merano)
12ª tappa Giro d'Italia (Aulla > Loano)
- 1997 (MG Boys, sette vittorie)

11ª tappa Tour de Langkawi (Kangar > Penang)
12ª tappa Tour de Langkawi (Langkawi > Langkawi)
16ª tappa Giro d'Italia (Borgomanero > Dalmine)
- 1998 (Mercatone Uno, una vittoria)

16ª tappa Giro d'Italia (Udine > Asiago)
- 1999 (Mercatone Uno, due vittorie)

5ª tappa, 1ª semitappa Setmana Catalana (Cerdanyola > Cerdanyola)
Parigi-Camembert
- 2000 (Mercatone Uno, una vittoria)

5ª tappa Memorial Cecchi Gori (Gaggio Montano > Firenze)
- 2001 (Mercatone Uno, una vittoria)

2ª tappa Vuelta a Asturias (Avilés > Llanes)
- 2002 (Mercatone Uno, tre vittorie)

Gran Premio Città di Rio Saliceto e Correggio
1ª tappa Giro della Provincia di Lucca (Castelvecchio Pascoli)
Classifica generale Giro della Provincia di Lucca

### Altri successi
- 1991 (Italbonifica)

Classifica dei traguardi volanti Settimana Ciclistica Bergamasca

## Piazzamenti

### Grandi Giri
- Giro d'Italia

1989: non partito (21ª tappa)
1990: fuori tempo (9ª tappa)
1991: 120º
1992: 142º
1993: 118º
1994: 68º
1995: ritirato (7ª tappa)
1996: ritirato (13ª tappa)
1997: 92º
1998: fuori tempo (17ª tappa)
1999: non partito (21ª tappa)
2000: 93º
2002: 135º
2003: 91º
- Tour de France

1994: non partito (7ª tappa)
1997: ritirato (4ª tappa)
1998: 72º
2000: ritirato (12ª tappa)
- Vuelta a España

1993: ritirato (11ª tappa)
2001: ritirato (11ª tappa)

### Classiche monumento
- Milano-Sanremo

1990: 25º
1993: 130º
1994: 8º
1995: 6º
1997: 46º
1999: 24º
2000: 46º
2001: 33º
- Giro delle Fiandre

1996: 5º
1999: 31º
- Parigi-Roubaix

1995: 26º
- Liegi-Bastogne-Liegi

1996: 5º
- Giro di Lombardia

2002: 25º